# Labette
Labette és una població dels Estats Units a l'estat de Kansas. Segons el cens del 2000 tenia 68 habitants.

## Demografia
Segons el cens del 2000, Labette tenia 68 habitants, 30 habitatges, i 23 famílies. La densitat de població era de 119,3 habitants/km².
Dels 30 habitatges en un 20% hi vivien nens de menys de 18 anys, en un 70% hi vivien parelles casades, en un 6,7% dones solteres, i en un 23,3% no eren unitats familiars. En el 20% dels habitatges hi vivien persones soles el 10% de les quals corresponia a persones de 65 anys o més que vivien soles. El nombre mitjà de persones vivint en cada habitatge era de 2,27 i el nombre mitjà de persones que vivien en cada família era de 2,61.
Per edats la població es repartia de la següent manera: un 17,6% tenia menys de 18 anys, un 5,9% entre 18 i 24, un 20,6% entre 25 i 44, un 44,1% de 45 a 60 i un 11,8% 65 anys o més.
L'edat mediana era de 49 anys. Per cada 100 dones de 18 o més anys hi havia 86,7 homes.
La renda mediana per habitatge era de 25.000 $ i la renda mediana per família de 38.750 $. Els homes tenien una renda mediana de 26.250 $ mentre que les dones 16.875 $. La renda per capita de la població era de 13.677 $. Entorn del 14,3% de les famílies i el 24,6% de la població estaven per davall del llindar de pobresa.

## Poblacions més properes
El següent diagrama mostra les poblacions més properes.